# 和連
和連（？—？），鮮卑人，是活躍於二世紀末的其中一位鮮卑部落首領。

## 生平
中國史書記載和連是該部的上任首領檀石槐之子。光和四年（181年），檀石槐去世，和連繼承父親擔任部落首領的位置。然而和連的才幹不如其父，個性貪淫，裁斷律法時也不公平，因此有一半部眾叛離他。
到了漢靈帝統治末年，和連數次入侵、抄掠中國的邊境，後來在進攻北地郡時被郡內一名擅長用弩的平民射殺。死後兒子騫曼尚年幼，所以由哥哥的兒子魁頭繼任部落首領之位。
| 前任： 檀石槐 | 鮮卑首領 | 繼任： 魁頭 |